# Ebba Strange
Ebba Marie Strange født Henriksen (født 15. april 1929 i Flensborg, død 3. december 2012) var en dansk seminarielærer, forfatter og tidligere medlem af Folketinget, valgt for Socialistisk Folkeparti i Århus Amtskreds.
Strange blev student fra Tønder Statsskole i 1947 og blev uddannet børnehavepædagog fra Sofie Rifbjergs kulturradikale Kursus for Småbørnspædagoger i 1950. I 1963 supplerede hun med en uddanenlse som børneforsorgspædagog fra Den Sociale Højskole.
Frem til 1961 arbejdede hun ved flere daginstitutioner i København, men det var særligt arbejdet med vanskeligt stillede børn på Vesterbro, der vakte hendes sociale og politiske engagement. Hun arbejdede på et behandlingshjem i Århus fra 1964 til 1975 og var samtidig underviser på Socialpædagogisk Børnehaveseminarium i Århus. Fra 1971 til 1976 var hun kursusleder for Danmarks Lærerhøjskoles dengang nyetablerede afdeling i Århus, og fra 1976 til 1985 timelærer på højskolen i København.
Det blev også indenfor pædagogikkens verden, at Ebba Strange begyndte sit politiske virke. Fra 1968 til 1976 sad hun i hovedbestyrelsen for Socialpædagogisk Forening og var dens lokalformand i Århus 1969-1974. Partipolitisk startede hun som medlem af Danmarks Kommunistiske Parti i 1950, men ved dannelsen af Socialistisk Folkeparti i 1959, fulgte hun med Aksel Larsen m.fl. over i det nye parti. Hun blev dets folketingskandidat i Århus i 1972, og var senere medlem af Folketinget fra 1973 til 1994. Hun var desuden medlem af partiets hovedbestyrelse fra 1974 til 1994. I Folketinget blev hun i 1977 partiets første kvindelige gruppeformand – en post hun besad helt til 1991. Politisk kæmpede Strange bl.a. for ligeløn som en del af en kvindegruppe i partiet, der også omfattede Lilli Gyldenkilde og Ingerlise Koefoed. Hun var i begyndelsen socialpolitisk ordfører, men blev senere retsordfører, og var formand for Retsudvalget fra 1982-1984, Fra 1979 til 1982 var hun medlem af Folketingets Præsidium og af Nordisk Råd 1979-1981. Efter valget i 1990 blev Strange udenrigsordfører, og udtrådte af tinget ved valget i 1994.
Siden har Strange været underviser på højskoler, ligesom hun var en populær foredragsholder.
Ebba Strange var fra 1950 til 1958 gift med Asbjørn Strange. Parret fik børnene Lena (født 1950) og Morten (født 1952).

## Anerkendelser
- Århus Kommunes Ligestillingspris (1998)
- Ernaprisen (af Dansk Pædagogisk Historisk Forening, 2007)